# Kubistische Plastik

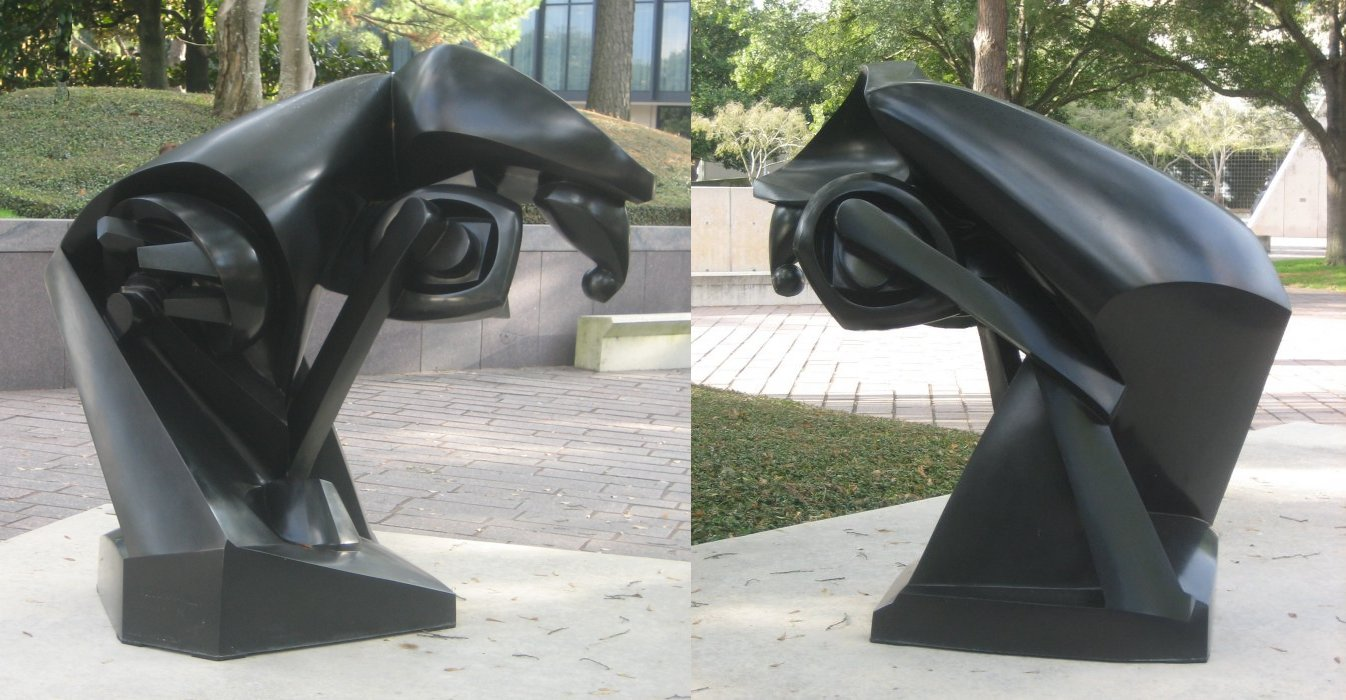
Raymond Duchamp-Villon: Zwei Ansichten von Le Cheval majeur, Bronze, 1914, Museum of Fine Arts, Houston

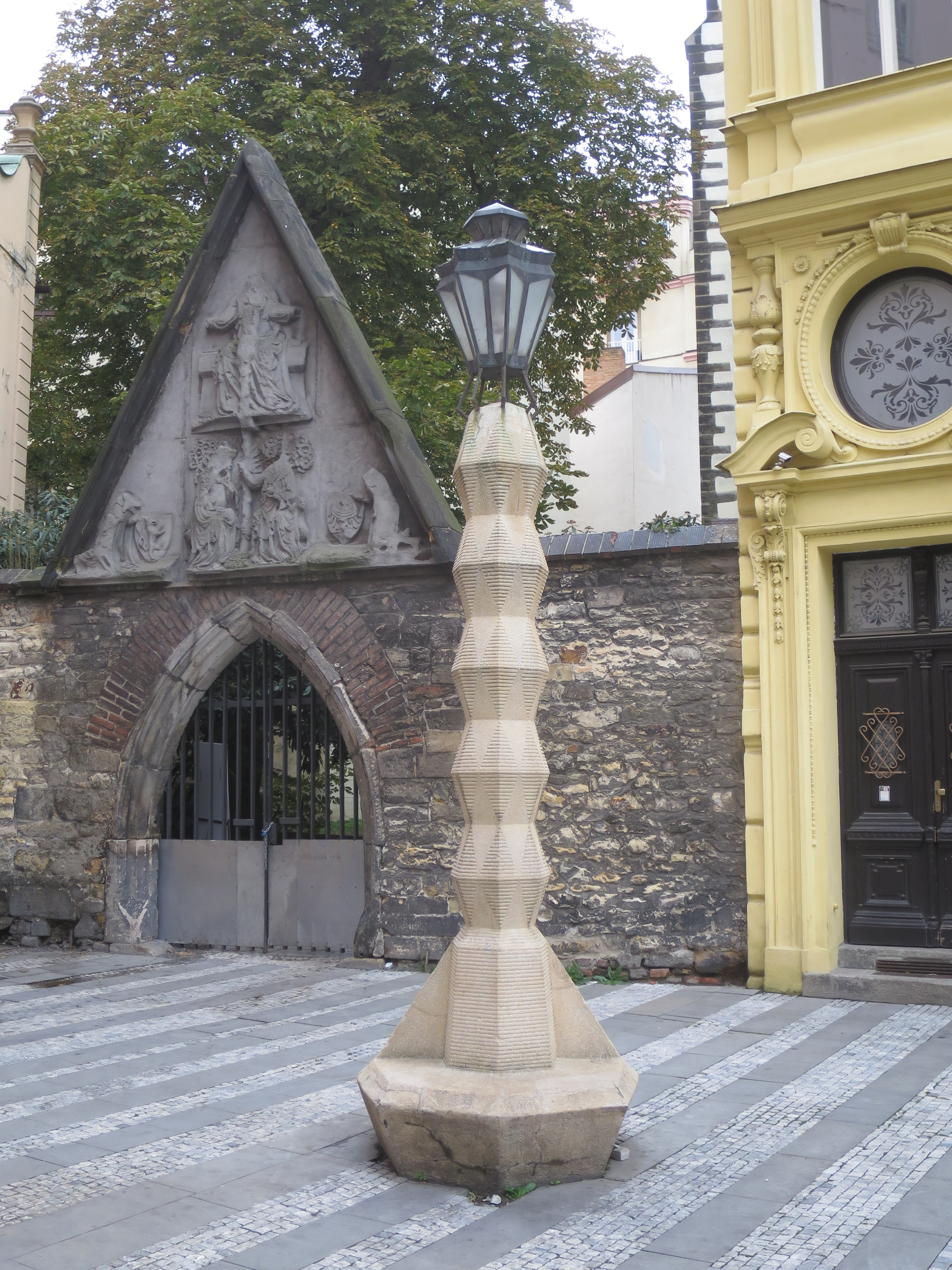
Kubistische Straßenlaterne in Prag

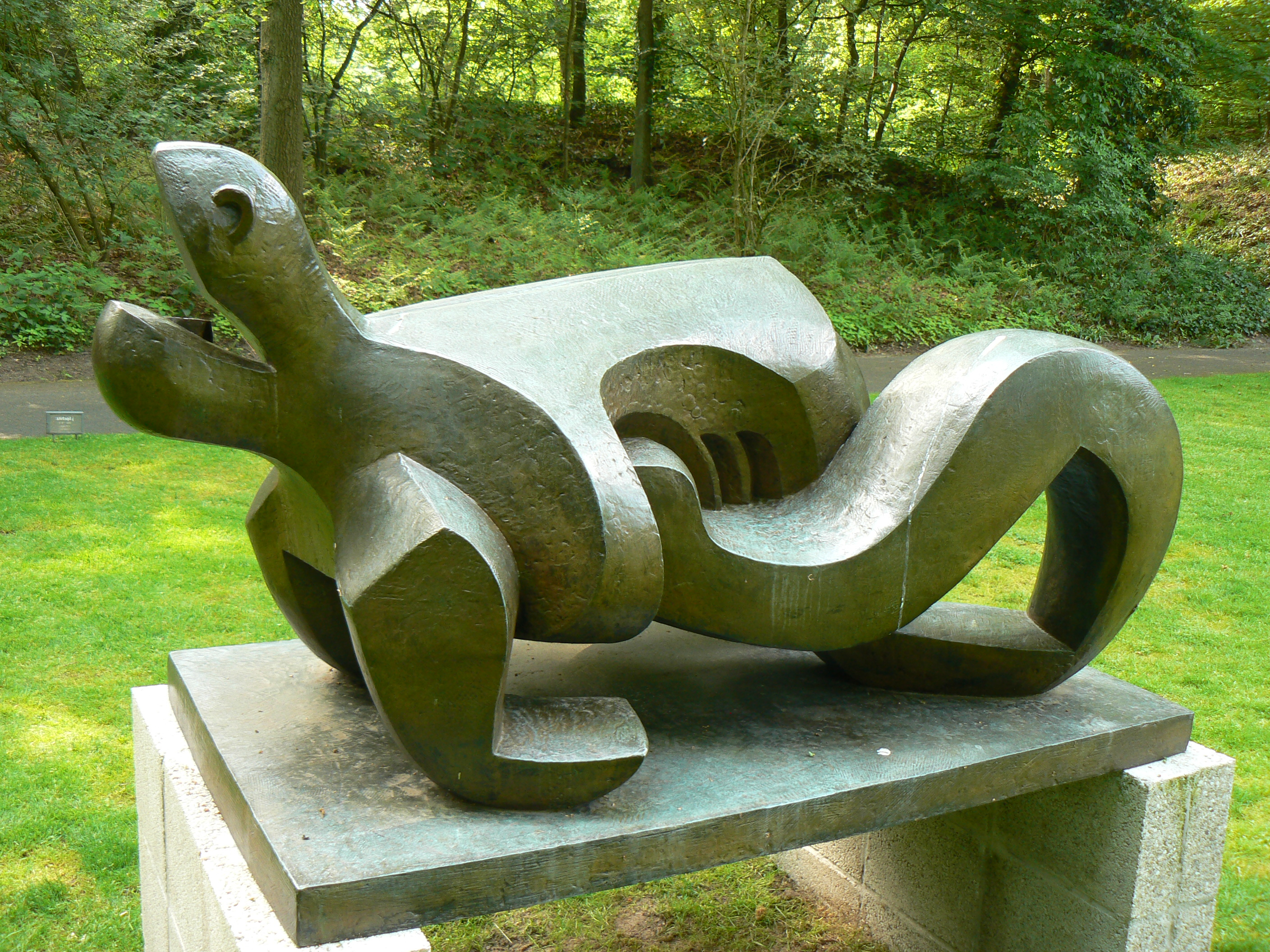
Jacques Lipchitz: Le cri (1928–1929), Skulpturenpark am Kröller-Müller-Museum in Otterlo

Die Kubistische Plastik entwickelte sich zeitversetzt zum Kubismus in der Malerei ab 1909. Die Bronzeplastik Frauenkopf (Fernande) aus dem Jahr 1909 von Pablo Picasso wird als die erste kubistische Plastik angesehen und von der Forschung als „Inkunabel der kubistischen Plastik“ bezeichnet. Sie stellt seine damalige Lebensgefährtin Fernande Olivier dar. Der britische Kunsthistoriker Douglas Cooper führt auch den tschechischen Bildhauer Otto Gutfreund als einen ersten Vertreter der kubistischen Skulptur an. Jedoch erlangte die kubistische Plastik erst in den 1920er Jahren ihre Blütezeit.
Aristide Maillol, der sich von den malerischen Konzepten Rodins löste und die Plastik zum rhythmisch abstrahierten Volumen führte, gilt als Vorläufer der kubistischen Plastik. Die eigentliche kubistische Plastik wurde von Picassos Reliefs und den dreidimensionalen Arbeiten des Russen Alexander Archipenko, des Franzosen Henri Laurens und des Litauers Jacques Lipchitz getragen. Weitere frühe Vertreter sind der Deutsche Rudolf Belling, der Rumäne Constantin Brâncuși und der Franzose Raymond Duchamp-Villon.

## Entwicklung
Als nicht ausgebildeter Bildhauer schuf Picasso zwischen den Jahren 1909 und 1930 Skulpturen, die einen großen Einfluss auf die Bildhauerei des 20. Jahrhunderts haben sollten. Dreidimensionale Arbeiten begleiteten sein ganzes Werk und dienten ihm als Experimentierfeld für sein malerisches Schaffen. Seine Innovationen verfolgte er nicht weiter, sie dienten jedoch zeitgenössischen Bildhauern als Anregung wie beispielsweise den Futuristen, den Dadaisten und den Konstruktivisten.
Der französische Bildhauer Henri Laurens begegnete Braque im Jahr 1911 und begann seine Malerei, Collagen und Skulpturen im kubistischen Stil zu schaffen. Ein weiterer bedeutender Vertreter ist Jacques Lipchitz, dessen bildhauerisches Werk vom Kubismus beeinflusst ist.
Die facettierte, vielschichtige Gestaltung inspirierte den italienischen Futuristen Umberto Boccioni, der 1912 die neuen Skulpturen der Kubisten bei Atelierbesuchen in Paris gesehen hatte. Boccioni erweiterte das Gestaltungsprinzip der kubistischen „Vielperspektivik“ um den Faktor der Dynamik.
Der dem Kubismus nahestehende rumänische Bildhauer Constantin Brâncuși reduzierte die Ausgestaltung seiner Skulpturen auf das Äußerste und experimentierte in der Proportionierung mit dem Gleichgewicht, wobei er seinen Objekten einen „metaphorischen Verweis“ verlieh. Hans Arp, am Kubismus und Futurismus orientiert, übertrug dieses Prinzip später auf organische Grundformen. Picasso wandte das Prinzip der Simultaneität, das er in der Malerei in geschachtelten Farbfeldern gefunden hatte, in der facettenhaften Strukturierung seiner Objektkunst an. In der Folgezeit übernahmen beispielsweise Alexander Archipenko, Raymond Duchamp-Villon, Otto Freundlich und William Wauer eine ähnlich aufgefächerte Oberflächengestaltung.
In späteren Jahren arbeiteten Künstler wie beispielsweise Alberto Giacometti, Willem de Kooning oder Henry Moore mit plastischen Methoden, die sich an den im Kubismus begründeten Gestaltungsprinzipien der Vielperspektivik und Dynamik orientieren.

## Galerie

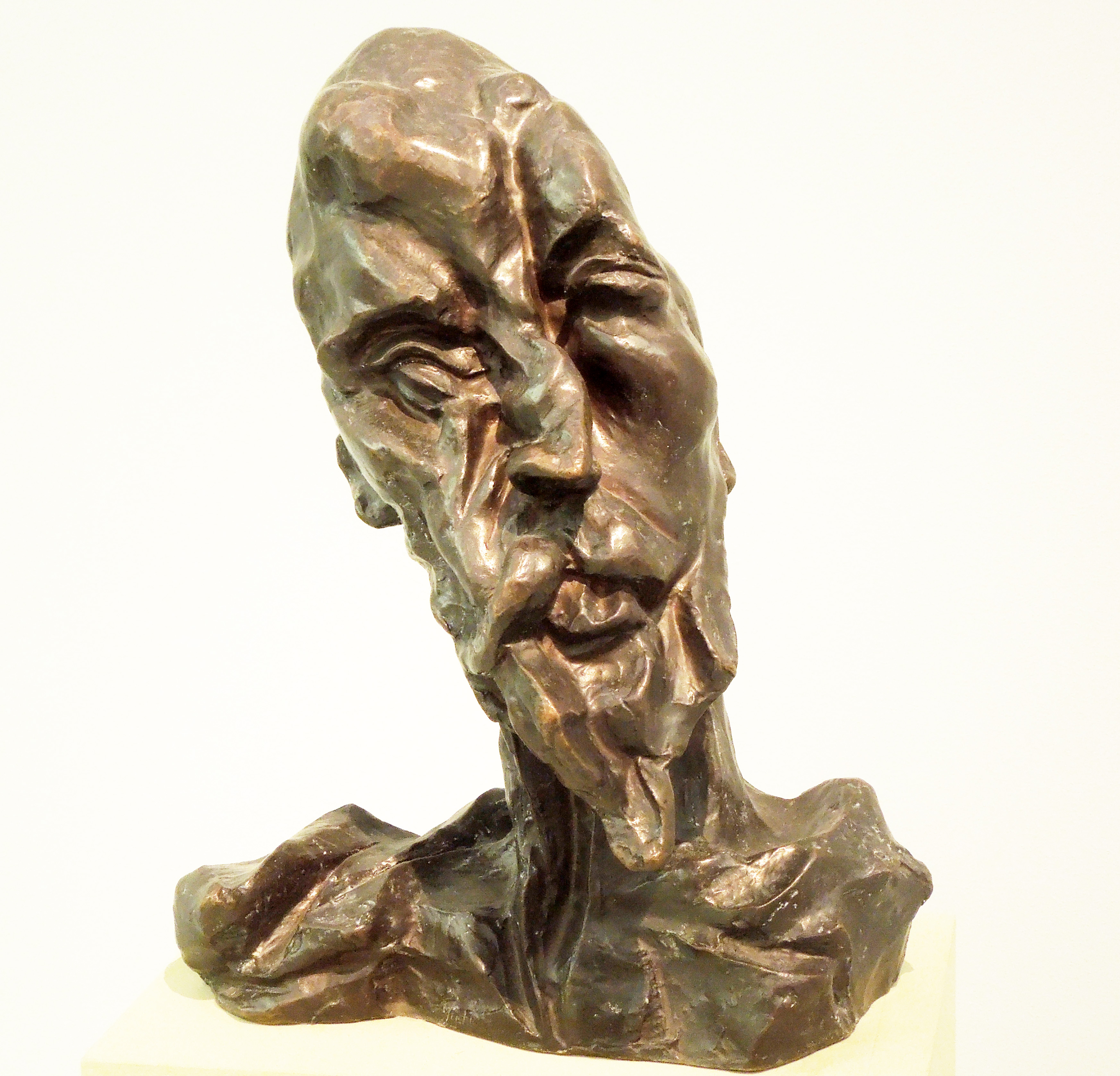
Otto Gutfreund: Don Quixote, 1911–1912, Museum Kampa, Prag
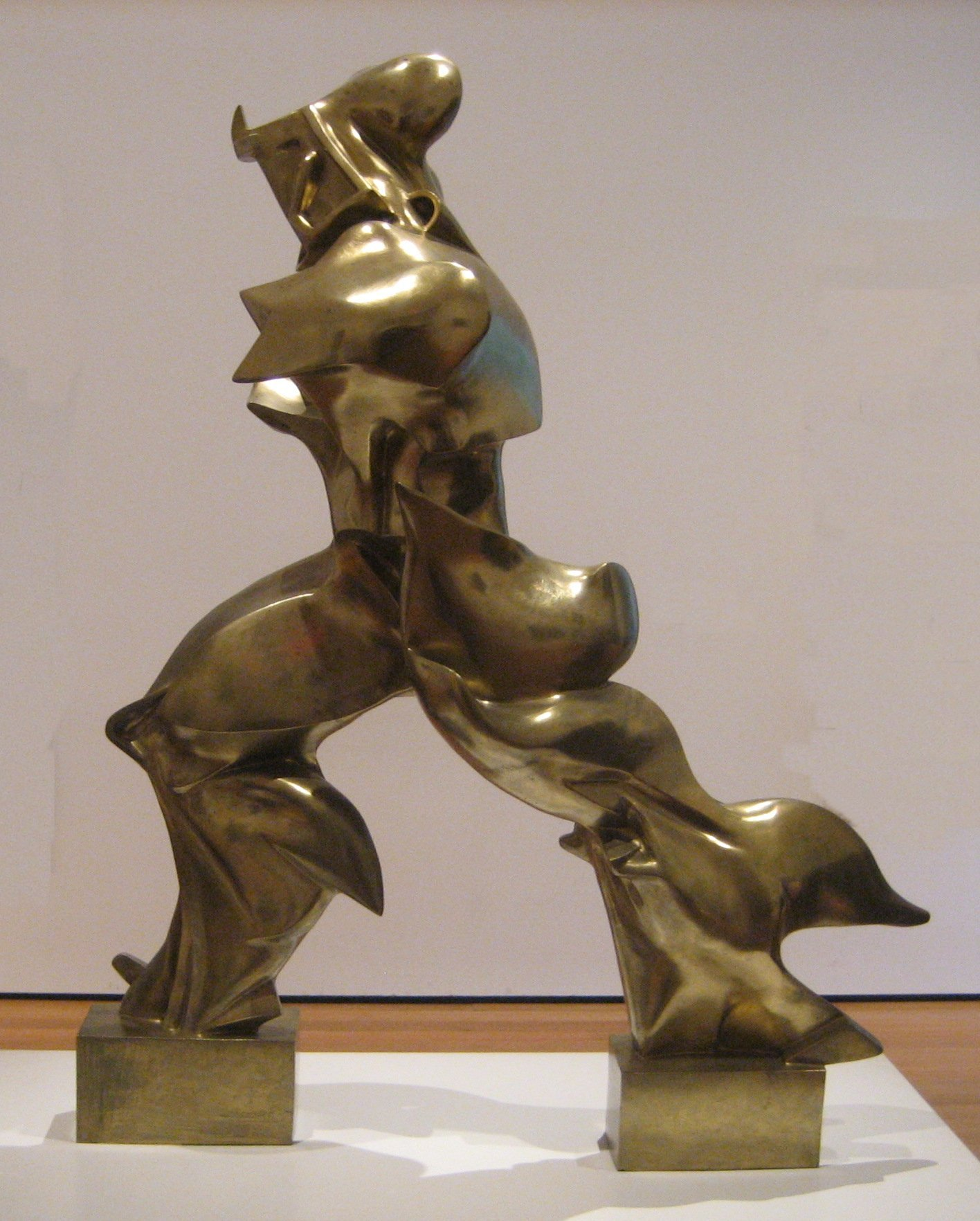
Umberto Boccioni: Einzigartige Formen der Kontinuität im Raum, 1913, Museum of Modern Art, New York (abgebildet auf der italienischen 20 Ct-Münze)
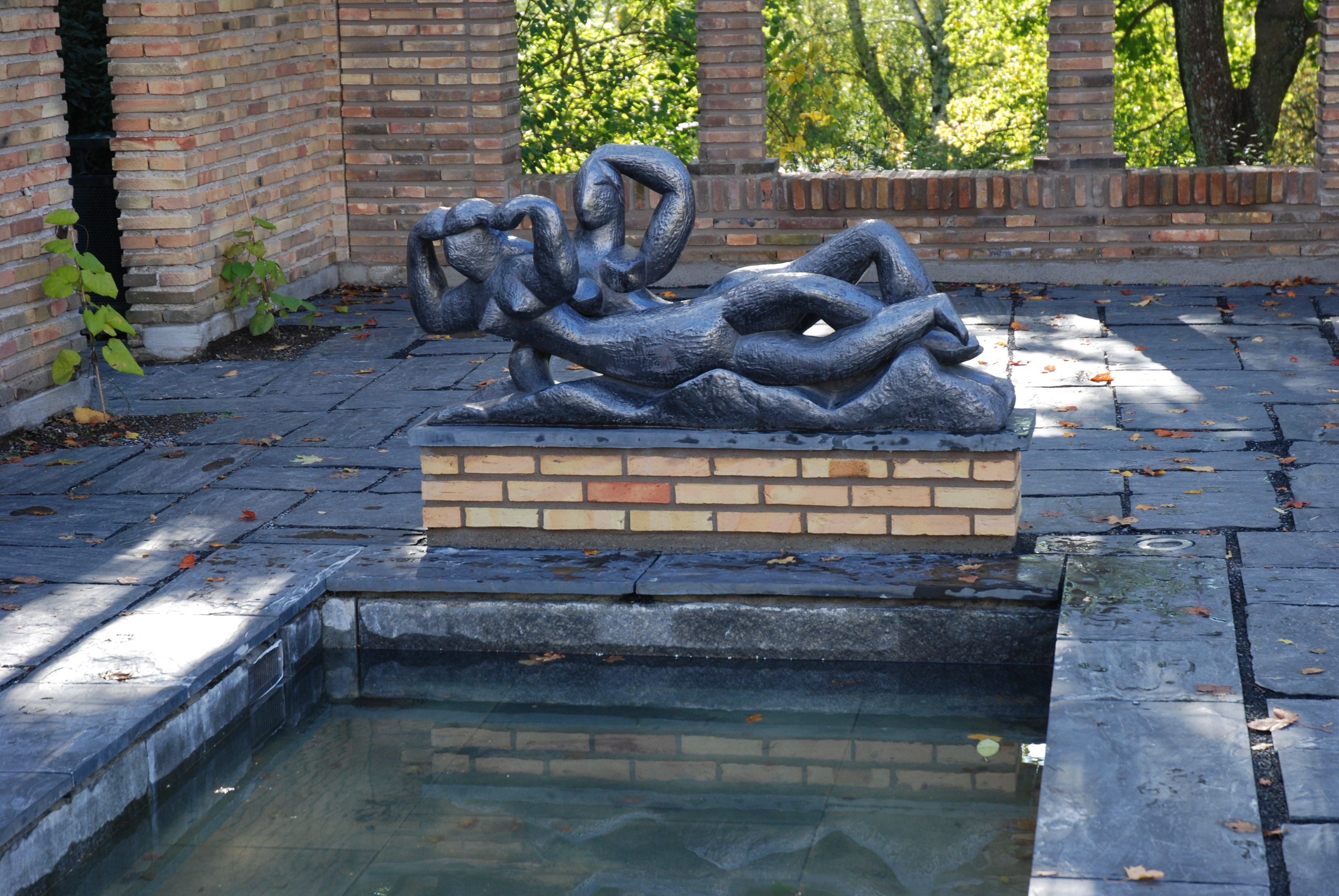
Henri Laurens: Undinerna, 1934, Marabouparken, Sundbyberg, Sweden
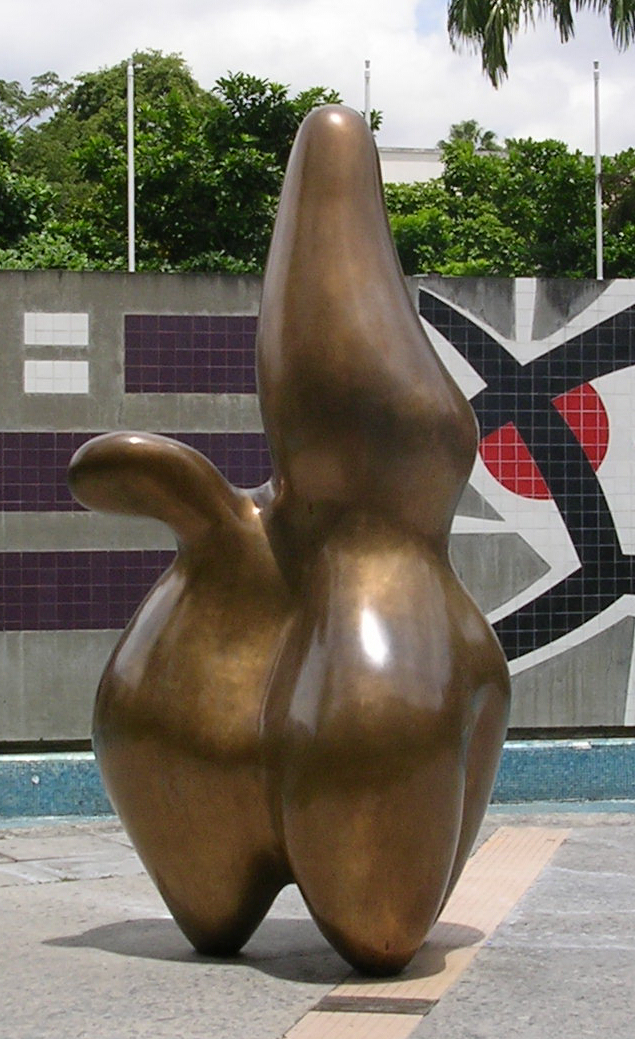
Hans Arp: Wolkenhirt, 1953, Campus der Universität Caracas
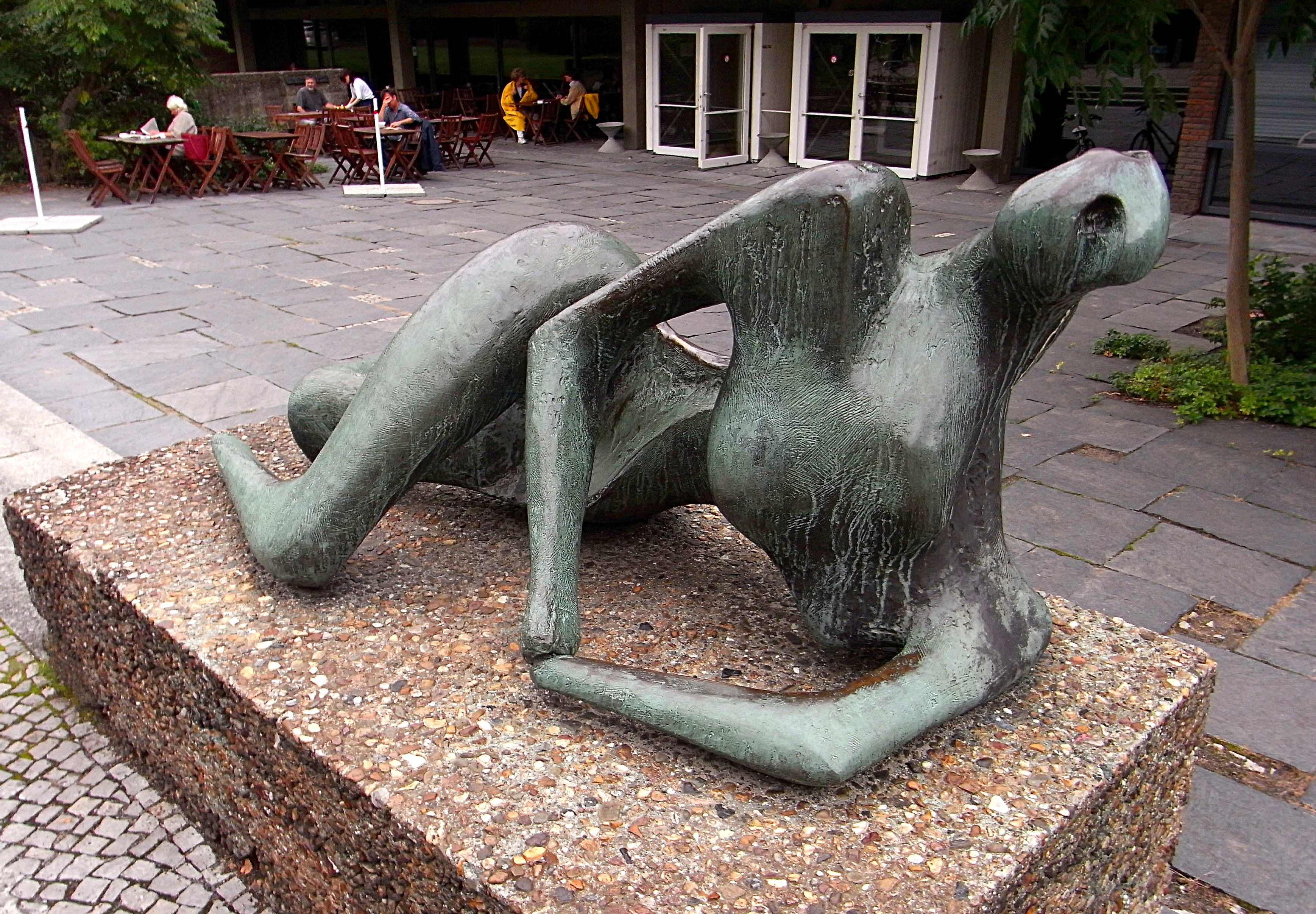
Henry Moore: Liegende, 1956, Hansaviertel, Berlin